# 飽田郡
飽田郡（日语：／ Akita gun */?）是過去位于日本熊本縣的一個郡；設置於肥後國時期，已於1896年4月1日與託麻郡合併為飽託郡。
過去的轄區包含現在的熊本市的大部分地區與宇土市的部分地區。

## 歷史
- 1878年：實施郡區町村編制法，熊本區（後來的熊本市）從飽田郡分出。
- 1889年4月1日：實施町村制，下轄3町38村。
  - 高橋町、川尻町、小島町、池田村、花園村、橫手村、春日村、古町村、龍田村、黒髪村、清水村、松尾村、城山村、池上村、島崎村、白坪村、力合村、中島村、中原村、沖新村（後併入熊本市）
  - 河內村、船津村、白濱村、芳野村（後合併為河內町，再併入熊本市）
  - 川口村、中綠村、內田村、錢塘村、奧古閑村、海路口村（後合併為天明町，再併入熊本市）
  - 川上村、硯川村、寺迫村、五町村（後合併為北部町，再併入熊本市）
  - 八分字村、藤富村、濱田村・並建村、白石村、畠口村（後合併為飽田町，再併入熊本市）
  - 走潟村（後併入宇土市）
- 1896年4月1日：與託麻郡合併為飽託郡。